# Miele

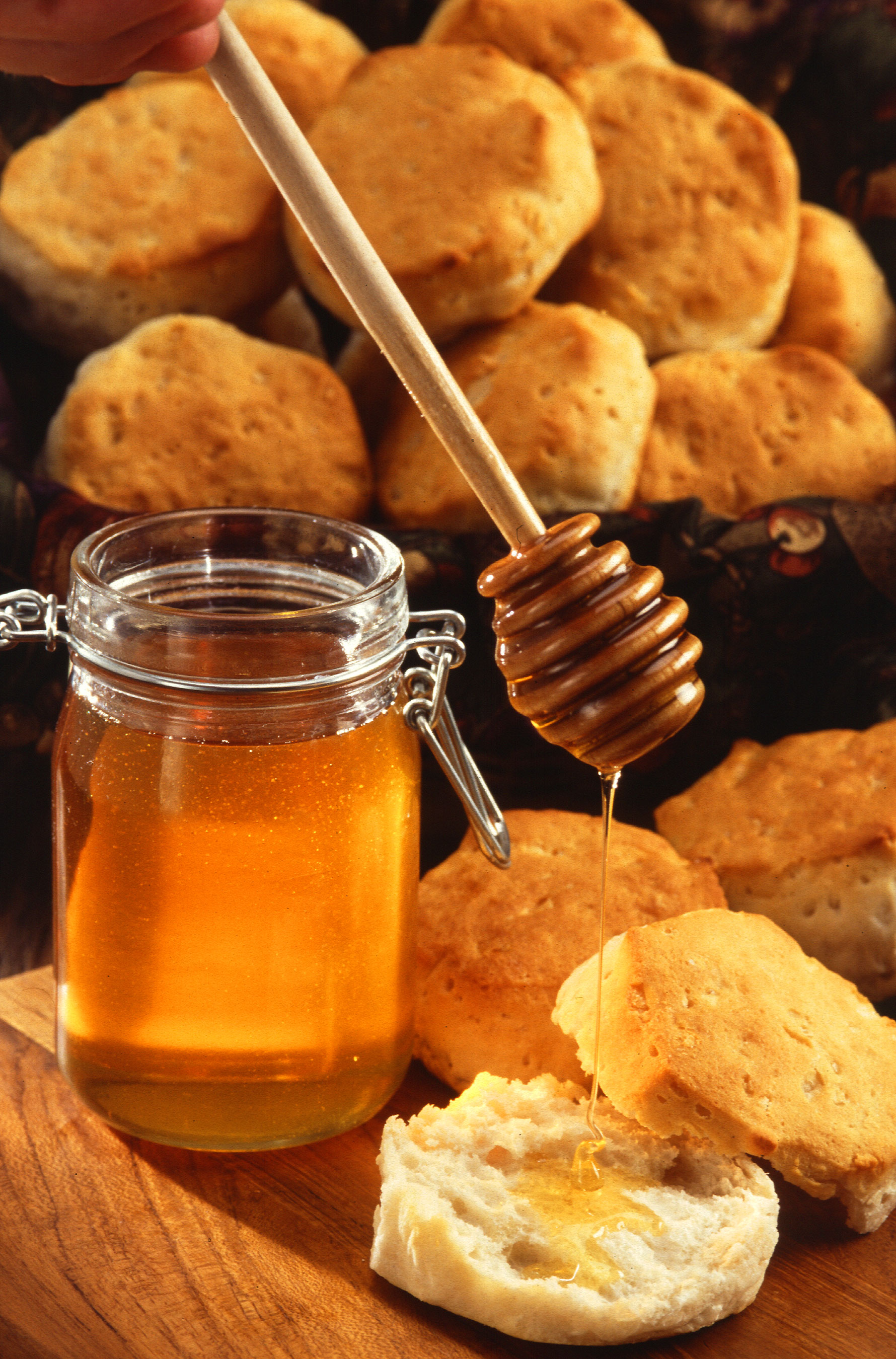
Miele

Il miele è una sostanza dolce prodotta dalle api domestiche (Apis mellifera; Apis cerana), dalle api non domestiche (Apis florea; Apis andreniformis; Apis dorsata; Apis laboriosa), da altri apini (Bombus; Meliponini) e dalle vespe del genere Brachygastra.
Il miele viene estratto a partire dal nettare o dalla melata, per cui si distingue fondamentalmente in "miele di nettare/di fiori" e "miele di melata".
Per il Codex Alimentarius e anche per la legislazione europea e italiana, in particolare per il D.Lsg 179/2004, è definibile miele solo quello prodotto da Apis mellifera. Il nettare è bottinato sui fiori di moltissime piante ed è secreto dalle ghiandole nettarifere presenti all'interno del fiore ma anche in posizione esterna (extra-floreale), ad esempio sul picciolo delle foglie di alcune piante (ciliegio, lauroceraso). Il nettare e la melata vengono raccolti, trasformati, disidratati e immagazzinati nel favo. Il miele è utilizzato come nutrimento dalle api nei periodi di assenza di importazione nettarifera, come nella stagione invernale o tra una grande fioritura e l'altra.

## Produzione mondiale
| Nazione                                        | Produzione (tonnellate) |
| ---------------------------------------------- | ----------------------- |
| Cina                                           | 485 960                 |
| Turchia                                        | 96 344                  |
| Regno Unito                                    | 77 152                  |
| Argentina                                      | 71 318                  |
| Ucraina                                        | 68 558                  |
| India                                          | 66 278                  |
| Russia                                         | 64 533                  |
| Messico                                        | 62 079                  |
| Stati Uniti                                    | 57 364                  |
| Brasile                                        | 55 828                  |
| Totale mondiale                                | 1 771 944               |
| Fonte: Food and Agriculture Organization (FAO) |                         |

La produzione di miele in Italia relativa all'anno 2021 è stata pari a 12.450 tonnellate.

## Storia

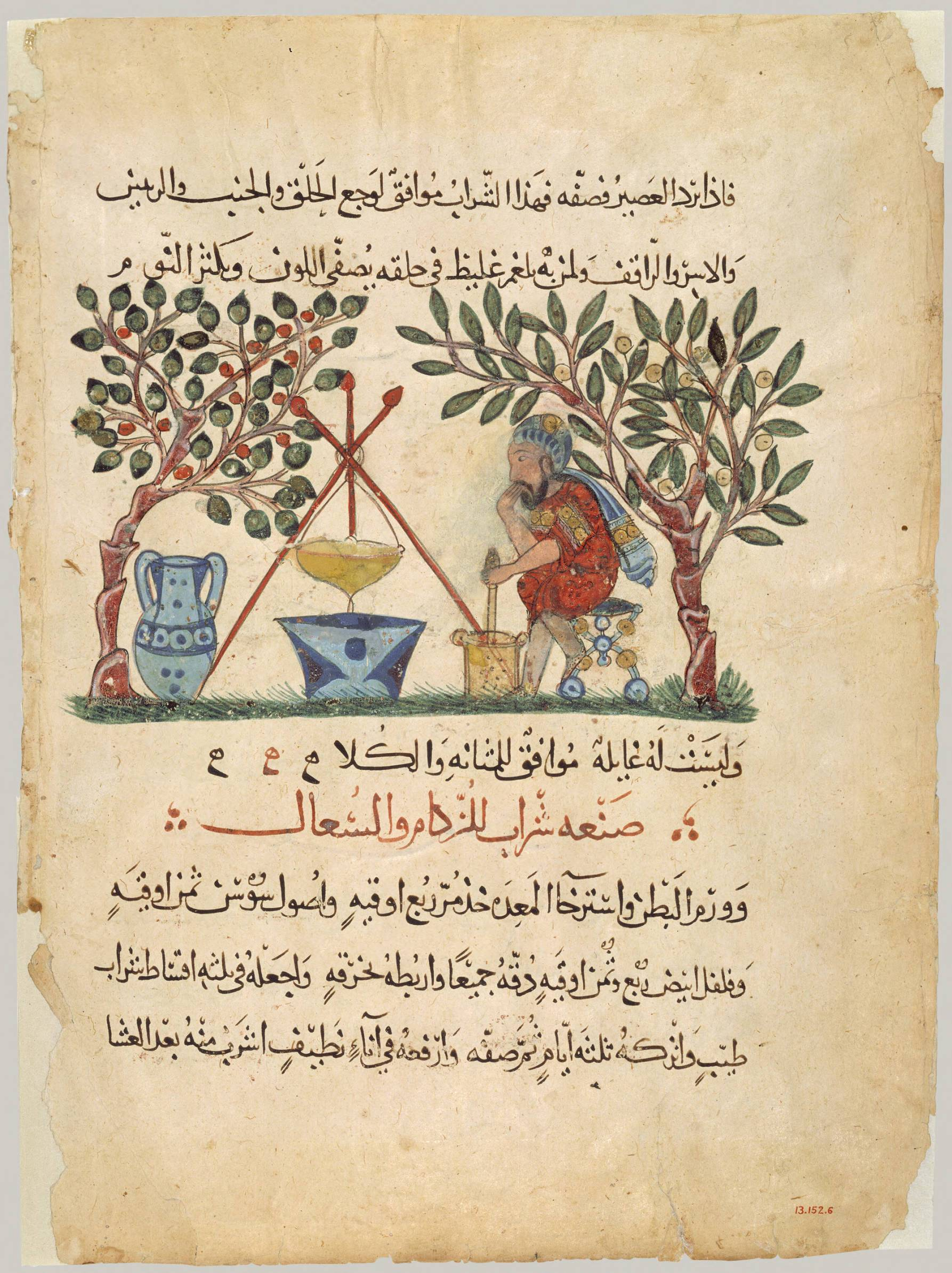
Manoscritto arabo del 1224 sulla preparazione di medicinali a base di miele.

La parola italiana miele deriva dal latino mel mellis, "miele" (affine al greco μέλι e all'ittita melit), di origine indoeuropea.
Per millenni il miele ha rappresentato l'unico alimento zuccherino concentrato disponibile. Le prime tracce di arnie costruite dall'uomo risalgono al VI millennio a.C. circa.
Nell'antico Egitto il miele era apprezzato: risalgono a 4000 anni fa le prime notizie di apicoltori che si spostavano lungo il Nilo per seguire, con le proprie arnie, la fioritura delle piante. Gli Egizi usavano deporre accanto alle mummie grandi coppe o vasi ricolmi di miele per il loro viaggio nell'Aldilà. Dalla decifrazione dei geroglifici è risultato palese che ricette a base di miele erano impiegate non solo a uso alimentare, ma anche medico, per la cura di disturbi digestivi e per la produzione di unguenti per piaghe e ferite.
I Sumeri lo impiegavano in creme impastate con argilla, acqua e olio di cedro, mentre i Babilonesi ne facevano uso culinario: erano diffuse focaccine fatte con farina, sesamo, datteri e miele. Nel Codice di Hammurabi si ritrovano articoli che tutelano gli apicoltori dal furto di miele dalle arnie.
I Greci lo consideravano "cibo degli dei", perché rappresentava una componente importantissima nei riti che prevedevano offerte votive. Omero descrive la raccolta del miele selvatico; Pitagora lo raccomandava come alimento per una vita lunga.
I Romani ne importavano grandi quantitativi da Creta, Cipro, dalla Spagna e da Malta. Da quest'ultima pare anche derivarne il nome originale Meilat, appunto "terra del miele".
Veniva utilizzato come dolcificante, per la produzione di idromele, di birra, come conservante alimentare e per preparare salse agrodolci.
Nella alimentazione medievale il miele aveva un ruolo ancora centrale, seppure ridotto rispetto all'antichità, ed era usato principalmente come agente conservante oltre che dolcificante.
Il miele fu gradualmente soppiantato come agente dolcificante nei secoli successivi, soprattutto dopo l'introduzione dello zucchero raffinato industrialmente.
Solo recentemente, in virtù delle riconosciute proprietà terapeutiche, il miele sta ritornando in voga.

## Produzione
Il miele è prodotto dall'ape trasformando sostanze zuccherine che essa raccoglie in natura.
Le principali fonti di approvvigionamento sono il nettare, prodotto dalle piante da fiori (angiosperme), e la melata, un derivato della linfa degli alberi prodotta da alcuni insetti succhiatori come la metcalfa, che si nutrono di linfa trattenendone l'azoto ed espellendone il liquido in eccesso ricco di zuccheri.

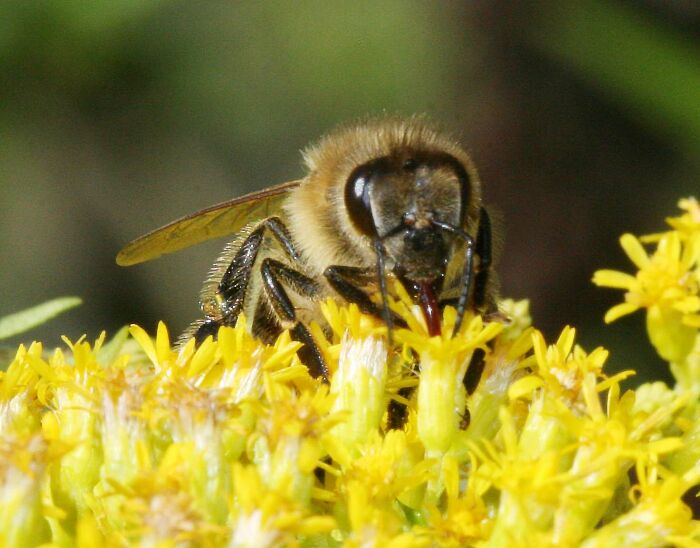
Un'ape intenta a raccogliere il nettare.

Per le piante, il nettare serve ad attirare vari insetti impollinatori, e permette di assicurare la fecondazione dei fiori. A seconda della loro anatomia, e in particolare della lunghezza della proboscide (tecnicamente detta ligula), le api domestiche possono raccogliere il nettare solo da alcuni fiori, che sono detti appunto melliferi.
La composizione dei nettari varia secondo le piante che li producono. Sono comunque tutti composti principalmente da glucidi, come saccarosio, glucosio e fruttosio, e acqua.
Il loro tenore d'acqua può essere importante, e può arrivare fino al 90%.
La produzione del miele comincia nell'ingluvie dell'ape bottinatrice (la cosiddetta borsa melaria), dove il nettare raccolto viene accumulato. All'interno dell'ingluvie comincia il processo di trasformazione del nettare in miele, grazie principalmente all'enzima invertasi, che attiva il processo di idrolisi del saccarosio in glucosio e fruttosio.
Giunta nell'alveare, l'ape rigurgita il nettare, che a questo stadio si presenta molto liquido, e tramite un processo di passaggio di ape in ape chiamato trofallassi il nettare si carica di enzimi e perde umidità.

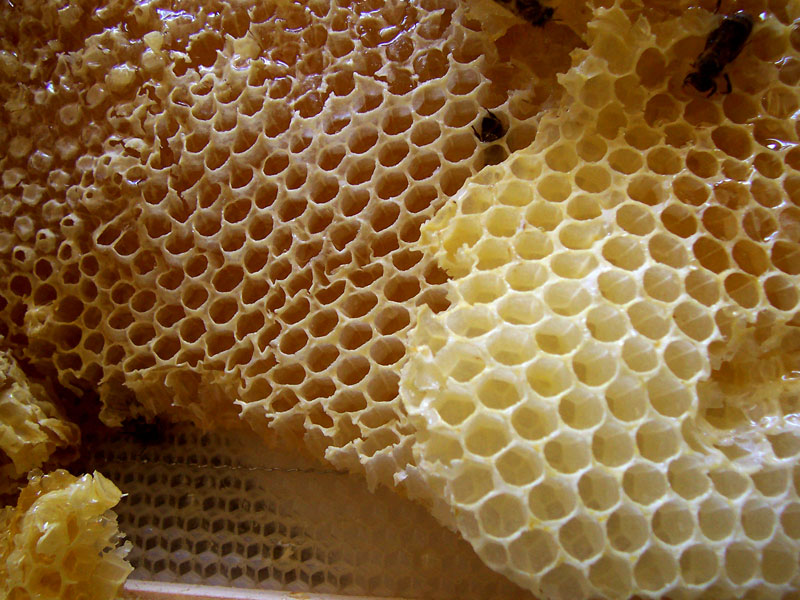
Ingrandimento di un favo naturale

L'elaborazione del nettare viene ultimata con la sua disidratazione, fino ad arrivare a un'umidità naturale variabile di circa 16-23%, che consente la conservazione del miele. A questo scopo, le api operaie lo depongono in strati sottili sulla parete delle celle. Le api ventilatrici mantengono nell'alveare una corrente d'aria che determina un'ulteriore evaporazione dell'acqua. Il miele impiega in media 36 giorni per maturare, ma la durata varia a seconda dell'umidità iniziale del nettare, della temperatura e dell'umidità ambientale. Le cellette dei favi, una volta piene, saranno sigillate da un opercolo.
Le api utilizzano il miele come nutrimento; in caso di grande freddo la produzione assolve totalmente ai bisogni dell'alveare.

### Animali mellivori
Alcuni animali hanno imparato a insidiare gli alveari per prenderne il miele come per esempio la vespa, la mellivora, la sfinge testa di morto, gli orsi, il falco pecchiaiolo.
L'uccello africano selvatico Indicator indicator richiamato dai cacciatori di miele indigeni, li guida ai favi selvatici nascosti tra le fronde, per poi approfittare del saccheggio,

## Lavorazione
Le fasi di lavorazione del miele sono un insieme di procedimenti che servono a estrarre il miele dai favi, in modo da renderlo commercializzabile.
La lavorazione dell'uomo inizia dove finisce quella dell'ape, ovvero alla fine delle fioriture, dopo che le api hanno immagazzinato e opercolato il miele nei favi.
La lavorazione di seguito descritta è quella utilizzata nell'apicoltura moderna razionale.

### Asportazione dei melari

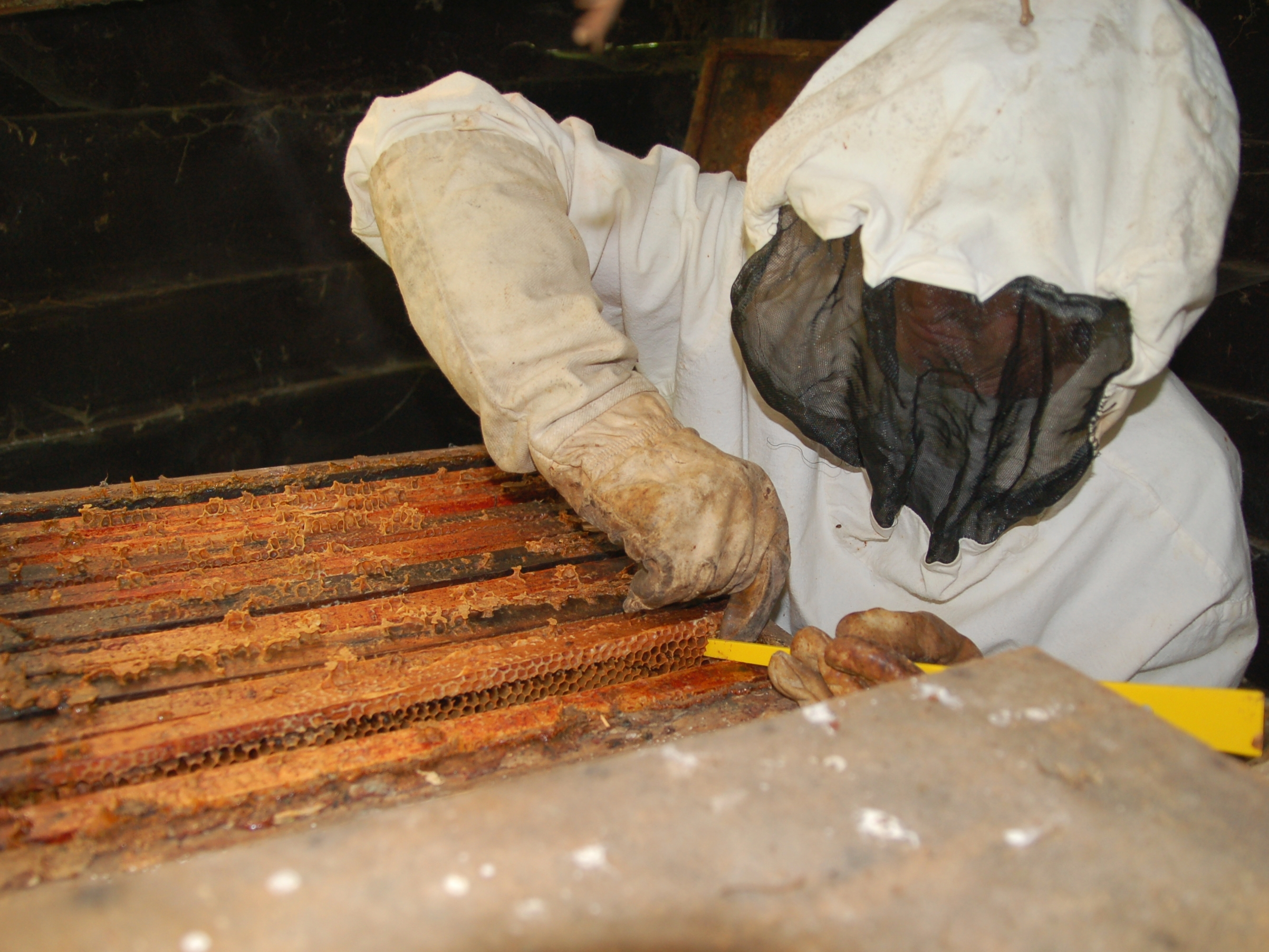
Estrazione di un melario

Le api accumulano il miele prodotto nei favi contenuti nei melari. Al momento opportuno vanno asportati dall'arnia per portarli in laboratorio e iniziare l'estrazione del miele. Questa fase comporta la necessità di togliere le api contenute nel melario. Per questa operazione vengono alternativamente utilizzati due strumenti: il soffiatore oppure l'apiscampo. Il soffiatore viene utilizzato dagli apicoltori professionisti perché più rapido e perché è sufficiente una sola visita per completare l'estrazione dei melari. Il melario viene posto in verticale sull'arnia, il soffiatore spazza via tutte le api in pochi secondi e il melario è pronto per essere trasportato. Gli apiscampi invece devono essere posti tra il nido e i melari qualche giorno prima di poter portar via i melari e quindi è necessario effettuare due passaggi. Vengono maggiormente utilizzati dagli apicoltori hobbisti in quanto (in numero limitato) sono più economici del soffiatore.

### Stoccaggio dei melari
Una volta tolti dalla loro posizione sopra l'arnia, i melari vengono portati in laboratorio e accatastati. In questo momento è opportuno controllare il grado di umidità del miele con un particolare tipo di rifrattometro chiamato mielometro. Se risultasse troppo umido occorrerebbe procedere alla fase di deumidificazione.

### Disopercolatura

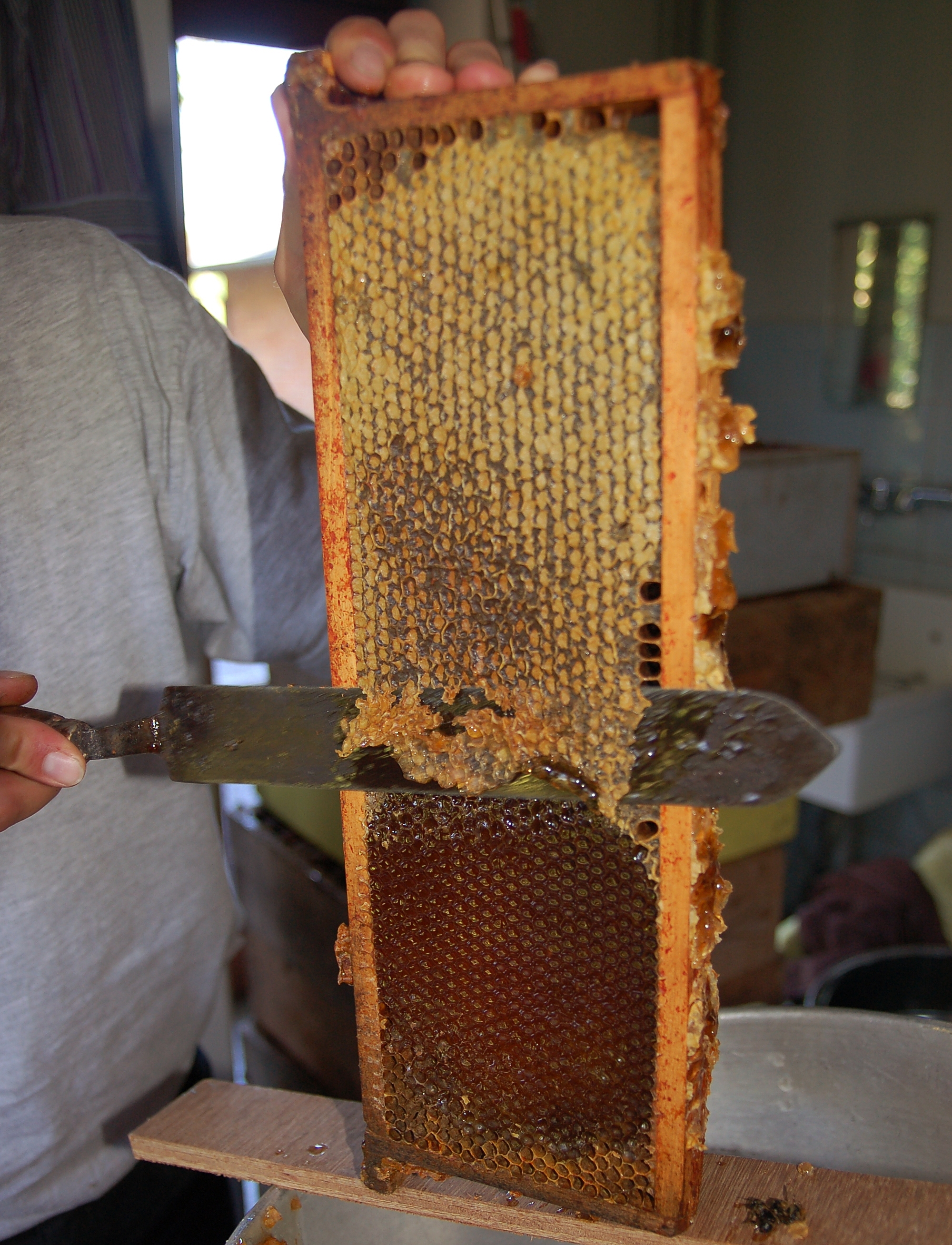
Disopercolatura di un telaino da melario.

I favi dei melari sono generalmente opercolati, ovvero con le cellette chiuse con un tappo di cera. Occorre togliere questo "tappo" per permettere al miele di fuoriuscire. Questa operazione viene effettuata manualmente con un'apposita forchetta o coltello, oppure attraverso un procedimento meccanizzato grazie alla macchina disopercolatrice.

### Smielatura
Una volta disopercolate le celle, i telaini vengono posti nello smielatore che, grazie alla forza centrifuga, fa fuoriuscire il miele. Dallo smielatore il miele viene convogliato nei maturatori, grandi contenitori in acciaio inox, tramite un sistema di tubi e pompe oppure manualmente attraverso il travaso da secchi (detti "latte") a seconda della dimensione aziendale.

### Filtraggio

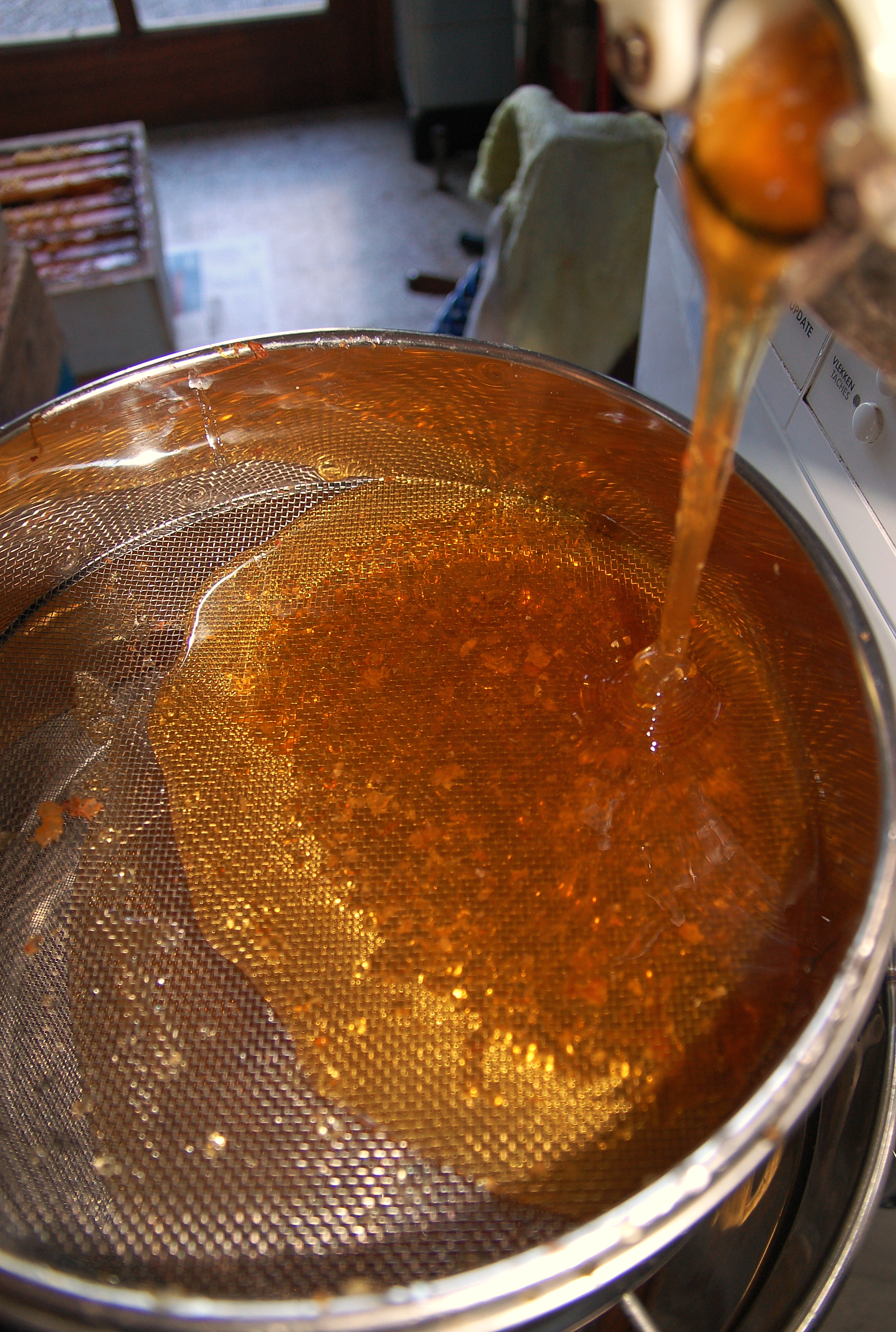
Filtraggio del miele

Il miele viene versato nei maturatori passando attraverso i filtri che raccolgono i residui di cera, i resti delle api e qualsiasi altro materiale fosse accidentalmente finito nel miele. I filtri hanno maglie di diverse dimensioni e, di solito, se ne utilizzano un paio con maglie differenziate (larghe, sottili). Vengono utilizzati anche filtri a sacco di nylon.

### Decantazione del miele
Nel maturatore il miele decanta. Vengono a galla piccole impurità leggere (cera) che sono riuscite a passare dalle maglie del filtro e l'aria inglobata nella fase di smelatura centrifuga, sotto forma di bollicine che formano la schiuma. Sul fondo si depositeranno le impurità più pesanti.

### Invasettamento

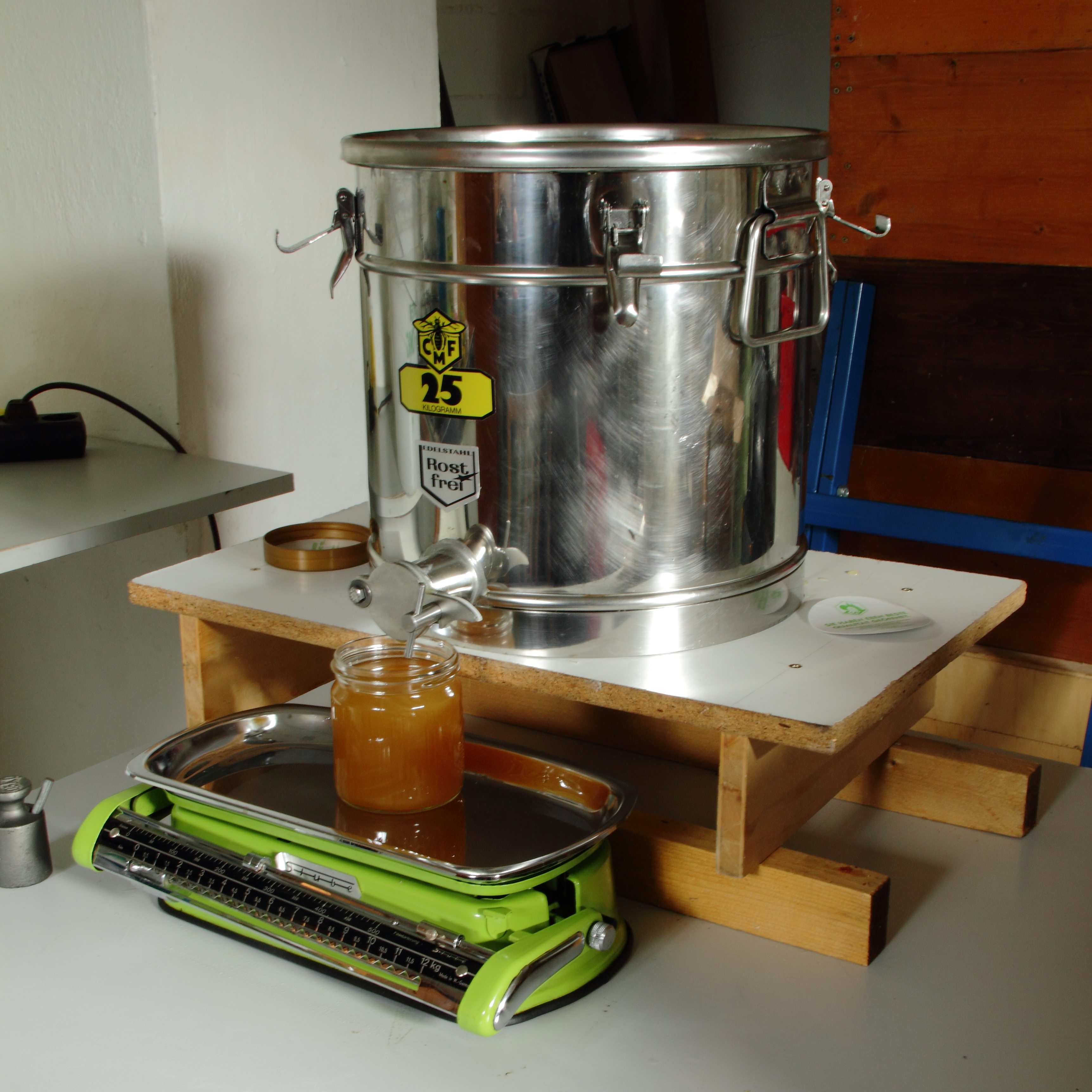
Invasettamento del miele

Una volta decantato il miele può essere invasettato (per la vendita al dettaglio) o versato in latte o fusti (per la vendita all'ingrosso).
Questa operazione, sempre a seconda delle dimensioni aziendali, può essere eseguita a mano oppure attraverso una macchina invasettatrice.

### Cristallizzazione
La cristallizzazione è un processo naturale e dipende dalla quantità di zuccheri, soprattutto glucosio, contenuta nel miele e avviene in quanto chimicamente il miele è una soluzione sovrassatura di zuccheri. Il tempo di cristallizzazione è più o meno rapido e varia in base ad alcuni fattori: il rapporto fruttosio/glucosio (il fruttosio tende a rimanere liquido, mentre il glucosio ha una forte propensione alla cristallizzazione), la temperatura di conservazione, l'umidità, l'agitazione della massa. Può avvenire nell'arco di poche settimane (miele di tarassaco e colza) o anche di qualche anno (miele di acacia e di castagno). La velocità di cristallizzazione determina la dimensione dei cristalli: più avviene in modo rapido più i cristalli sono piccoli.
La pastorizzazione, utilizzata per mantenere il miele allo stato liquido, priva il miele di molti principi nutritivi.
La cristallizzazione guidata è un processo, ampiamente usato nei paesi del nord Europa, che permette ai mieli cristallizzati di assumere una consistenza cremosa omogenea e un dimensione particolarmente piccola senza variarne le caratteristiche chimiche.
Per ottenere questo risultato vi sono tre procedimenti possibili:
- Tecnica base: aggiunta di starter a cristalli fini, rimescolamento, invasettamento immediato.
- Tecnica Gonnet: aggiunta di starter a cristalli fini, rimescolamento, invasettamento dopo omogeneizzazione.
- Tecnica in miscelazione continua: aggiunta di starter a cristalli fini, rimescolamento fino a completa cristallizzazione, invasettamento.

### Stoccaggio
Lo stoccaggio è una fase importante per il miele in quanto una elevata temperatura e un'esposizione alla luce possono compromettere il mantenimento delle caratteristiche organolettiche e chimico fisiche in modo rapido.

## Conservazione

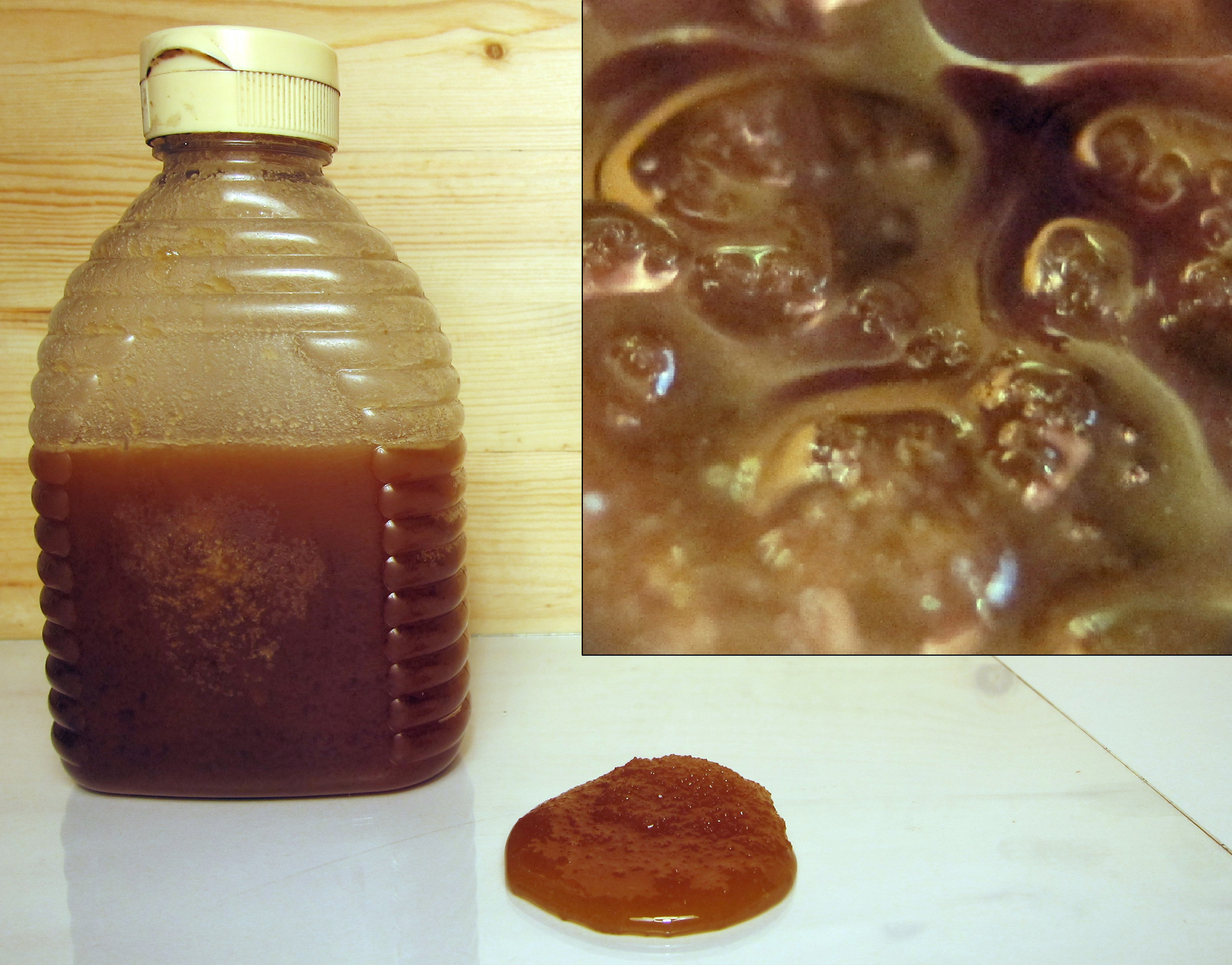
Miele cristallizzato (ingrandimento 50x).

Grazie alle qualità di antibatterico naturale, il miele è un alimento che naturalmente ha una lunga conservazione. Tuttavia, sono possibili alcune alterazioni dovute principalmente a:
- umidità;
- luce;
- calore.

L'umidità favorisce la fermentazione. La temperatura invece influenza direttamente l'aroma e i principi nutritivi: mentre al di sotto dei 10 °C è trascurabile (anzi, per evitare la cristallizzazione si può conservare il miele a temperature al di sotto dello zero), due mesi a 30 °C degradano il miele come un anno e mezzo a 20 °C. Analogo discorso vale per la luce diretta, quindi è opportuno conservare il miele in recipienti scuri o al chiuso. Inoltre, essendo igroscopico, il miele tende ad assorbire l'umidità e gli odori dell'ambiente, quindi i contenitori dovrebbero essere a chiusura ermetica.
La degradazione dello zucchero fruttosio, sia per il tempo, sia in seguito a trattamento termico, genera idrossimetilfurfurale (HMF). Dato che l'HMF è praticamente assente nei mieli freschi, il suo valore, solitamente indicato in mg per kg (ppm) è un indicatore della buona conservazione e del tipo di lavorazione del miele. Il limite imposto dalla legge italiana è di 40 mg/kg.
Nonostante queste variabili il miele, se conservato in ambiente sigillato può durare praticamente per millenni, per esempio in una tomba egizia fu rinvenuto un barattolo di miele vecchio di 3300 anni ancora in buono stato di conservazione.
Quindi per mantenere il miele maggiormente integro nelle sue componenti aromatiche e chimico-fisiche va mantenuto al fresco, lontano da fonti di luce e di calore. Non è utile però conservarlo in frigorifero poiché, in quanto igroscopico, assorbirebbe gli eventuali odori.

## Tipi di miele
Sono migliaia le specie vegetali visitate dalle api (Eva Crane conferma nei suoi studi che almeno il 16% delle piante è visitato dalle api): alcune danno origine a mieli uniflorali per la presenza delle piante su vaste aree, altre concorrono a produrre il millefiori. Nei mieli di uniflorali c'è comunque una percentuale variabile di nettari provenienti da piante diverse, perché è impossibile che le api prendano nettare da un unico tipo di pianta.
A seconda della fioritura da cui viene raccolto il nettare, variano il colore, la consistenza del miele ma soprattutto il suo sapore e le sue proprietà organolettiche, portando a differenze di olfatto e gusto: dall'aroma delicato del miele d'acacia, limpido e liquido, al profumo resinoso di quello di tiglio, dal gusto lattico di quello di melata di abete ed eucalipto. Si passa dai riflessi verdastri, al gusto amaro di quello di castagno, a quello più gentile e floreale di quello di agrumi o asfodelo.
Vi sono anche tipi di mieli tossici, ma non sono presenti in Italia.

### Tipi di miele diffusi in Italia
Elenco riguardo all'Italia dei tipi di miele:
- Miele millefiori (da molti nettari).
- Miele di acacia (Robinia pseudoacacia)[19]: ha consistenza liquida: tende a non cristallizzare, il suo sapore è neutro, con sapore di vaniglia e zucchero a velo, è molto chiaro.
- Miele di acero.
- Miele di agrifoglio.
- Miele di agrumi (diverse specie appartenenti ai Citrus spp.): detto anche miele di Zagara (sono i fiori), prodotto solo nelle regioni dove gli agrumi sono coltivati estesamente: Basilicata, Calabria, Campania, Lazio, Sicilia. Si ottiene da arancio, limone, bergamotto, mandarino, clementine, cedro e pompelmo.
- Miele di ailanto (Ailanthus altissima), raro per la contemporanea fioritura di tiglio ed acacia, ha un aroma fruttato che lo rende adatto all'utilizzo in macedonie[20].
- Miele di asfodelo (Asphodelus microcarpus).
- Miele di barena (Limonium vulgare): si produce solo nella laguna veneta, in zone denominate barene.
- Miele di betonica comune o stachys (Stachys officinalis).
- Miele di borragine (Borago officinalis).
- Miele di calluna o brugo (Calluna vulgaris) miele di produzione rara e solo in praterie montane.
- Miele di cardo (Carduus spp.).
- Miele di carrubo (Ceratonia siliqua).
- Miele di castagno europeo (Castanea sativa).
- Miele di ciliegio (Prunus avium).
- Miele di cipolla[21] (Allium cepa).
- Miele di cisto (Cistus monspeliensis).
- Miele di colza (Brassica napus).
- Miele di corbezzolo (Arbutus unedo): ha la caratteristica di essere amaro e una produzione estremamente limitata, perché la sua fioritura autunnale non sempre consente alle api di raccoglierne il nettare a causa delle basse temperature e possibile solo nelle zone ricche di corbezzoli, come la Sardegna, e alcune zone di Toscana e Corsica; una produzione limitata si ha anche a Monte Conero, nelle Marche[22]. Per molto tempo si era pensato che il sapore amarognolo fosse dovuto all'arbutina, un glucoside contenuto nelle foglie del corbezzolo, le analisi invece hanno mostrato che questa sostanza non è presente nel miele[23]. Tra i mieli è il più costoso, perché uno dei più rari e pregiati.[24]
- Miele di edera comune (Hedera helix)
- Miele di enula vischiosa (Inula viscosa)
- Miele di erba medica (Medicago sativa)
- Miele di erba viperina (Echium vulgare)
- Miele di erica arborea (Erica arborea)
- Miele di erica carnicina (Erica carnea)
- Miele di eucalipto (Eucalyptus)
- Miele di facelia (Phacelia tanacetifolia)
- Miele di ginestrino (Lotus corniculatus)
- Miele di girasole (Helianthus annuus)
- Miele di grano saraceno (Fagopyrum esculentum)
- Miele di lampone (Rubus idaeus)
- Miele di lavanda (Lavanda stoechas)
- Miele di trifoglio (Trifolium spp.)
- Miele di lupinella (Onobrychis sativa)
- Miele di meliloto (Melilotus officinalis)
- Miele di mandorlo (Prunus dulcis)
- Miele di marasca (Prunus mahaleb)[25]
- Miele di marruca (Paliurus spina-christi)
- Miele di melata di abete (Abies spp.): è possibile una distinzione a livello organolettico fra melata di abete rosso e melata di abete bianco
- Miele di melata di metcalfa pruinosa, un rincoto omottero di origine americana importato che si sta diffondendo, questa melata ha un gusto che ricorda il caramello ed è molto scura
- Miele di melata di nocciolo (Corylus avellana)
- Miele di melata di quercia (Quercus spp.)
- Miele di melata di agrumi
- Miele di melo (Malus domestica)
- Miele di menta (Mentha spp.)
- Miele di nepitella o mentuccia (Clinopodium nepeta)
- Miele di nespolo del Giappone (Eryobotrya japonica)
- Miele di prunus (selvatici) (prunus spp.)
- Miele di rododendro (Rhododendron spp.).[26]
- Miele di rosmarino (Rosmarinus officinalis): raro, è un miele di antica tradizione. Gli antichi romani lo usavano per addolcire il vino e ne producevano grandi quantità. Oggi è tipico della Puglia e della Sardegna, per esempio del Gargano[senza fonte]
- Miele di rovo comune (Rubus fruticosus e Rubus ulmifolius)
- Miele di santoreggia o erba cerea (Satureja montana)
- Miele di solidago o verga d'oro (Solidago canadensis e Solidago gigantea)
- Miele di stregonia siciliana (Sideritis syriaca)
- Miele di sulla (Sulla coronaria)
- Miele di tamerice (Tamarix gallica e Tamarix ramossiima): raro e prodotto solo in alcune località marine del meridione, con abbondanza di tamerici
- Miele di tarassaco o dente di leone (Taraxacum officinale).[27]
- Miele di tiglio (Tilia cordata e Tilia Platyphyllos)[28]
- Miele di timo (Thymbra capitata)
- Miele di zagara (v. miele di agrumi)

## Principi nutritivi contenuti
I principali componenti del miele sono: glucosio; fruttosio; acqua.

### Zuccheri
Gli zuccheri sono presenti in quantità variabile ma in media intorno al 70%-80%. Di questi, i monosaccaridi fruttosio e glucosio passano da circa il 70% nei mieli di melata fino ad avvicinarsi molto al 100% in alcuni mieli di nettare. Tranne pochi casi, il fruttosio è sempre lo zucchero più rappresentato nel miele, perché è già contenuto nel nettare. La presenza di fruttosio dona al miele un potere dolcificante superiore allo zucchero raffinato e costituisce anche una fonte di energia che il nostro organismo può sfruttare più a lungo. Infatti, per essere utilizzato, deve essere prima trasformato in glucosio e, quindi, in glicogeno, il "carburante" dei nostri muscoli. Il miele è dunque consigliabile agli atleti prima di iniziare un'attività fisica, grazie anche all'apporto calorico di circa 300 Kilocalorie per 100 grammi. Lo zucchero raffinato, rispetto al miele, contiene invece saccarosio, che è un disaccaride composto da glucosio e fruttosio.
Tutti gli zuccheri presenti sono: glucosio, fruttosio, saccarosio, maltosio, isomaltosio, maltulosio, nigerosio, turanosio, kojibiosio, laminaribiosio, α,β-trealosio, gentobiosio, melezitiosio, 3-α-isomaltosilglucosio, maltotriosio, 1-kestosio, panosio, isomaltotriosio, erlosio, teanderosio, gentosio, isopanosio, isomaltotetraosio e isomaltopentaosio.

### Oligoelementi
La presenza di oligoelementi e vitamine nel miele è trascurabile ai fini dell'integrazione nell'alimentazione, perché le quantità nel miele sono molto basse rispetto ad altri comuni alimenti che si possono consumare in dosi ben più alte: per esempio, il contenuto in vitamina C è di almeno 53 volte inferiore a quello delle arance, la vitamina B3 (Niacina, 0,3 mg ogni 100 g) è in quantità 98 volte inferiore rispetto alla crusca di frumento (che ne contiene 29,6 mg per 100 g), le vitamine B1, A e E sono in quantità trascurabili o assenti, e inoltre l'alto contenuto di zuccheri nel miele (circa 80%) non ne consente un'alta assunzione e può anzi risultare dannoso in una dieta già ricca di zuccheri.

## Proprietà
Il miele possiede un'elevata concentrazione zuccherina e in soluzione beneficia dell'azione della glucosidasi contenuta: questo enzima, inattivo nel miele puro, in soluzione si attiva, trasformando il glucosio in acido gluconico e acqua ossigenata; ciò consente di proteggere il miele in formazione dalla presenza di batteri, quando ancora non agiscono l'acidità e la concentrazione di zuccheri.

## Uso di farmaci nell'allevamento apistico
Nell'allevamento delle api possono essere utilizzati farmaci veterinari, sia di origine sintetica che naturale, principalmente utilizzati per controllo dell'acaro varroa. I principi attivi sono amitraz, tau-fluvalinato, flumetrina, acido ossalico, acido formico, timolo. Questi ultimi tre consentiti per l'allevamento con metodo biologico certificato.
In Europa, ai sensi del regolamento 2377/90, non sono previsti limiti residuali di antibiotici nei mieli e nella pappa reale che pertanto devono considerarsi vietati negli alveari in produzione. Sono invece ammessi in alcuni paesi (Italia esclusa) per la cura di alcune patologie quali la peste americana e la peste europea.
In alcuni stati extraeuropei ne è consentito l'uso sistematico per la prevenzione delle medesime patologie. In particolare negli Stati Uniti è frequente l'uso di tetracicline e del sulfatiazolo. In altri stati, quali la Cina sono frequenti le contaminazioni con il cloramfenicolo, (un antibiotico che può causare gravi effetti collaterali) aggirando le leggi grazie alle triangolazioni del mercato.

## Legislazione

### La legge italiana
La definizione legale di miele è inserita nell'art.1 del D.Lgs. 179/2004, il quale regolamenta la produzione e la commercializzazione del miele. L'etichettatura è regolamentata dal Reg. UE 1169/2011.
In Italia esiste, unico al mondo, un elenco riconosciuto di esperti in analisi sensoriale del miele: l'Albo Nazionale degli Esperti in Analisi Sensoriale del Miele, istituito tramite Decreto Ministeriale del 28 maggio 1999, n. 21547, con sede a Bologna presso il CREA.

## Riconoscimenti

### In Italia
Sono stati riconosciuti come prodotti agroalimentari tradizionali italiani i seguenti mieli:
Arco Alpino:
- Mieli di alta montagna alpina -millefiori, rododendro, melata d'abete- (Presidio Slow Food)[47]

Abruzzo
- mieli dell'Appennino aquilano: santoreggia e stregonia (presidio Slow Food)

Basilicata
- miele lucano

Calabria
- miele di arancio calabrese
- miele di castagno calabrese
- miele di corbezzolo
- miele di eucaliptus calabrese
- miele di sulla calabrese

Campania
- miele di acacia
- miele di castagno
- miele di girasole
- miele di sulla
- miele millefiori

Emilia-Romagna
- miele di melata d'abete dell'Appennino casentinese
- miele di erba medica della pianura emiliano romagnolo
- miele di tiglio

Friuli-Venezia Giulia
- Miele di marasca del Carso (presidio Slow Food)

Lazio
- miele del Monte Rufeno
- miele di eucalipto della Pianura Pontina

Liguria
- miele dell'ape nera del ponente ligure (presidio Slow Food)

Lombardia
- miele Varesino DOP (domanda pubblicata il 31/10/2013)
- miele di Tiglio di Quinzano d'Oglio DE.Co

Marche
- miele di borraggine (Borago officinalis)
- miele di erba medica
- miele di erba strega (Stachys annua)
- miele di ginestrino (Lotus corniculatus)
- miele di lupinella (Onobrychis viciifolia)
- miele di melata di quercia
- miele di melata di salice

Molise
Piemonte
Puglia
- miele di rosmarino

Toscana
- miele della Lunigiana DOP (il primo miele in Italia a denominazione di origine protetta, registrato il 23/10/2004)
- miele di Spiaggia del Parco di Migliarino - San Rossore

Veneto
- miele delle Dolomiti Bellunesi DOP (registrato il 12/03/2011)

Sardegna
- miele di cardo

Sicilia
- miele di cardo
- miele di sulla
- miele di eucalipto/zagara d’arancio/timo di Sortino e dei Monti Iblei
- miele di timo ibleo (presidio Slow Food)
- miele di ape nera sicula (presidio Slow Food)